# Wappensatzung
Wappensatzungen werden von deutschen Gemeinden und Landkreisen erlassen mit dem Ziel, die Darstellung, Verwendung und Führung der kommunalen Wappen (amtlichen Wappen) zu regeln.

## Rechtsgrundlagen der Satzungsbefugnis
Gemeinden besitzen keine originäre Rechtsetzungsbefugnis. Sie bedienen sich im Rahmen der grundrechtlich abgesicherten Selbstverwaltungsgarantie des Art. 28 Abs. 1 Satz 1 Grundgesetz des Instruments der Satzung im Sinne eines abgeleiteten Rechts.
Die Gemeindeordnungen der Länder enthalten jeweils entsprechende Ermächtigungsgrundlagen. So lautet beispielsweise § 5 Abs. 1 der Hessischen Gemeindeordnung (HGO): Die Gemeinden können die Angelegenheiten der örtlichen Gemeinschaft durch Satzung regeln, soweit gesetzlich nichts anderes bestimmt ist. Satzungen bedürfen der Genehmigung der Aufsichtsbehörde nur, soweit eine Genehmigung in den Gesetzen ausdrücklich vorgeschrieben ist. Die Regelungen in den anderen Bundesländern sind vergleichbar.
Die Gemeinden können keine Regelungen treffen, die sich über den räumlichen Geltungsbereich ihrer Satzung (also das Gemeindegebiet) hinaus erstrecken oder gar über den Geltungsbereich der Gemeindeordnung als Ermächtigungsgrundlage. Der Gesetzestext ist auch in anderer Hinsicht eindeutig: Die Regelungen des BGB, UrhG usw. sind durch gemeindliche Satzung weder auszuhöhlen noch einzuschränken, sondern im Sinne der Gemeindeordnung eine abschließende gesetzliche Regelung, die der Gemeinde keinen Gestaltungsspielraum lassen.
Betroffen von kommunalen Wappensatzungen sind in der Regel zwei Rechtsbereiche: Das Urheberrecht (Urheberrechtsgesetz) und das Namensrecht (§ 12 BGB und die Regelung zur Namens-, Wappen- und Siegelführung der jeweiligen Gemeindeordnung). Eine ganze Reihe von Gemeinden hat eine Wappensatzung erlassen. In der Regel wiederholen diese Satzungen in weiten Teilen lediglich den Inhalt der Gesetze. So weit sind die Wappensatzungen zulässig, aber überflüssig. Stehen sie den gesetzlichen Regelungen entgegen, sind sie unwirksam.

## Urheberrecht
Soweit an einem Wappen ein Urheberrecht besteht, liegt dies bei der Person, die das Wappen entworfen hat (Heraldiker); die Gemeinde kann von diesem umfassende Nutzungsrechte erwerben, entweder vertraglich oder durch eine konkludente Regelung. Soweit dies der Fall ist, kann die Gemeinde in einer Wappensatzung auf einen Teil ihrer Nutzungsrechte verzichten.
In den Gemeinden ist oftmals das erforderliche Wissen hinsichtlich des Urheberrechts am eigenen Wappen nicht vorhanden. Vielfach fehlt es schon an Informationen, woher das eigene Wappenbild der Gemeinde stammt. Oft war die Basis ein Symbol, das bereits in mittelalterlichen Urkunden als Siegel verwendet und später lediglich nachgezeichnet wurde. Teilweise wurden Wappen als Vorlage der heraldischen Reinzeichnung verwendet, deren Urheberrechte bereits abgelaufen waren. Oder es haben die an der gemeinfrei gewordenen Vorlage vorgenommenen Änderungen die nötige urheberrechtliche Schöpfungshöhe für ein eigenständiges Werk nicht erreicht.
Ob Wappen amtliche Werke und damit nach § 5 UrhG gemeinfrei sind, ist umstritten.

## Namensrecht
Zweifelhaft sind Inhalte von Wappensatzungen, die das Führen des Wappens regeln, da sich diese Regelungen bereits aus § 12 BGB (etwa i. V. m. § 14 HGO) ergeben. Demnach sind auch Stadtwappen grundsätzlich geschützt. Die Regelungen der Satzung können im Rahmen höherrangigen Rechts lediglich Selbstbeschränkungen der Gemeinde im Sinne des Gleichbehandlungsgrundsatzes sein, um einer willkürlichen Handhabung durch die Verwaltung vorzubeugen.
Bei der Reichweite des Namensschutzes von Hoheitsträgern ist zu beachten, dass die Instrumente des gewerblichen Rechtsschutzes (Markenrecht) dem in seinem Namensrecht betroffenen Hoheitsträger verschlossen bleiben. Die Gemeinden sind daher auf den bürgerlich-rechtlichen Namensschutz entsprechend § 12 BGB angewiesen.

## Verwendung des Wappens
Nach den Grundsätzen des BGH ist bei der Verwendung des Wappens zwischen dem (ohne entsprechende Erlaubnis) rechtswidrigen Führen oder Gebrauchen und der rechtmäßigen Beschreibung nach den Grundsätzen des Zitatrechts zu unterscheiden. Die Verwendung eines fremden Wappens ist nicht nur bei einer völlig identischen Übernahme, sondern auch bei einer nur ähnlichen Wiedergabe gegeben, sofern diese die wesentlichen Merkmale des Originals enthält und damit geeignet ist, auf den Berechtigten hinzuweisen.

### Führen des Wappens
Unter Führen eines Wappens versteht man dessen namensmäßige Zuordnung im Sinne von z. B. dem Führen eines Amtstitels oder eines akademischen Grades. Dies bedeutet, dass eine Person oder Institution sich im Verkehr mit der Umwelt regelmäßig zum eigenen Namen ein bestimmtes Wappen beilegt.
Das Recht zum Führen des Wappens liegt ausschließlich beim Rechteinhaber des Namens, der Gemeinde, der Stadt, dem Gemeindeverband oder der Gebietskörperschaft. Hierin unterscheidet sich die Rechtslage nicht vom privaten Führen von Namen und Wappen. Es ist dem Inhaber des Namens jedoch gestattet, die Führung des Wappens oder das Gebrauchmachen anderen zu gestatten. So kann es im Interesse der Gemeinde liegen, wenn die eigenen Betriebe in selbstständiger Rechtsform (Eigenbetrieb, GmbH, AG usw.) wie etwa Stadtwerke als Erfüllungsgehilfe der Aufgaben der Daseinsvorsorge das einheitliche Wappen führen und damit zu erkennen geben, dass sie Bestandteil des „Konzerns“ Gemeinde sind. Ein prominentes Beispiel hierfür sind die Notare, die in dieser Funktion als beliehene Unternehmer Landeswappen und Siegel führen.
Die nicht genehmigte Verwendung des Wappens etwa im Zusammenhang mit dem Titel einer Zeitung oder eines Anzeigenblattes kann das Namensrecht des Wappeninhabers unter dem Gesichtspunkt einer namensmäßigen Zuordnungsverwirrung verletzen. Durch den Abdruck des Gemeindewappens kann der Eindruck entstehen, die Publikation sei ein amtliches Bekanntmachungsorgan der Gemeinde. Gegen das unberechtigte Führen des Wappens kann sich die Gemeinde rechtlich zur Wehr setzen. Einer Wappensatzung bedarf es zur Abwehr des unberechtigten Führens jedoch nicht.

### Gebrauchmachen des Wappens
Von besonderem fiskalischen Interesse für die Gemeinde ist die kommerzielle Vermarktung des gemeindlichen Wappens auf Textilien, Keramikprodukten, Drucksachen, Aufklebern und anderem. Die Gemeinde hat die Möglichkeit, durch zivilrechtlichen Vertrag den entsprechenden Gebrauch durch Private zu regeln oder eigene Produkte zu vermarkten.

### Zitieren des Wappens
Ohne eine Genehmigung durch die Gemeinde und damit auch nicht durch eine Satzung schützbar besteht das Recht, ein Wappen zu zitieren. Ein darüber hinausgehendes Gebrauchmachen im Sinne des § 12 BGB ist nur dann gegeben, wenn durch die Verwendung des Wappens im Verkehr der Eindruck entsteht, der Wappenträger habe dem Benutzer ein Recht zur entsprechenden Verwendung gegeben. Ein solcher Fall liegt etwa dann vor, wenn das Wappen zur Ausstattung von Waren oder sonst zur geschäftlichen Kennzeichnung benutzt wird.
Ansätze von Gemeinden, die Nutzung von Wappen für heraldisch-wissenschaftliche Zwecke von einer Genehmigung abhängig zu machen, sind rechtswidrig, da sie ohne eine entsprechende Rechtsgrundlage in das Grundrecht auf Meinungsfreiheit, die freie Berichterstattung und die (historische) Forschung (Art. 5 GG) eingreifen. Regelungen in kommunalen Wappensatzungen, nach denen für die illustrierende, zitierende oder rein abbildende Verwendung des Stadtwappens eine Genehmigung gefordert wird, sind wegen des Grundrechtseingriffs unwirksam und müssen nicht beachtet werden.